# Evi Pröll
Evi Pröll (Kleinarl, 4 dicembre 1957) è un'ex sciatrice alpina austriaca.

## Biografia
Sciatrice polivalente nata a Kleinarl nel Salisburghese in una famiglia contadina e sorella di Annemarie e Cornelia, a loro volta sciatrici alpine, Evi Pröll agli Europei juniores di Jasná 1974 vinse la medaglia di bronzo nella discesa libera. Nella successiva stagione 1974-1975 colse tutti i suoi piazzamenti a punti in Coppa del Mondo: 9ª il 12 dicembre a Cortina d'Ampezzo in discesa libera, 9ª il 4 gennaio a Garmisch-Partenkirchen in slalom speciale e 10ª il 12 marzo in Val Gardena in parallelo. Non prese parte a rassegne olimpiche e non ottenne piazzamenti ai Campionati mondiali.

## Palmarès

### Europei juniores
- 1 medaglia[2]:
  - 1 bronzo (discesa libera a Jasná 1974)

### Coppa del Mondo
- Miglior piazzamento in classifica generale: 38ª nel 1975